# Rachelle Lefèvre
Rachelle Marie Lefèvre (Montréal, 1º febbraio 1979) è un'attrice canadese.

## Biografia
Lefevre è nata a Montréal, in Québec, suo padre è un insegnante d'inglese e sua madre una psicologa. Ha tre sorelle e parla inglese e francese. Ha studiato arti creative al Dawson College, teatro per due estati al Walnut Hill School a Natick, Contea di Middlesex (Massachusetts), e iniziato la laurea in Educazione e Letteratura alla McGill University. Mentre lavorava come cameriera in un sushi bar a Westmount, un cliente regolare l'aiutò ad avere un'audizione per la sitcom Student Bodies. Non ottenne la parte, ma fu richiamata dal direttore del casting per un ruolo nella serie TV canadese Big Wolf on Campus nel 1999, nel ruolo di Stacey Hanson. Lefevre, mentre studiava all'università, recitava tra un semestre e l'altro.
Lefevre è apparsa nel film Confessioni di una mente pericolosa diretto da George Clooney, nel 2002, e ha avuto un ruolo nella commedia romantica Hatley High nel 2003. Nel 2004 è andata a West Hollywood, California ed è apparsa nel film Un amore sotto l'albero, di Chazz Palminteri con Penélope Cruz, e in Head in the Clouds, con Cruz e Charlize Theron. Nell'aprile del 2004 recita nel thriller The River King. È apparsa in numerose serie televisive, come: Amore e patatine, nel ruolo di Lily Ashton, Streghe, nel ruolo di Olivia Callaway nell'episodio Amando una strega, e nella quinta stagione di Undressed, nel ruolo di Annie Isles. Ha interpretato Annie Cartwright, la protagonista femminile in Life on Mars, un remake di David E. Kelley. Ha anche filmato un episodio pilota, ma è stata sostituita da Gretchen Mol.
Lefevre ha ottenuto il ruolo del vampiro Victoria nel film Twilight (2008), diretto da Catherine Hardwicke, basato sul best seller di Stephenie Meyer. Ha scritto una lettera appassionata alla regista, spiegandole il suo desiderio di lavorare con lei. Lefevre ha passato molte ore lavorando sui suoi costumi per il suo personaggio, arrivando a descriversi "ossessionata" con i vampiri dopo aver letto, quando aveva otto anni, il libro di Bram Stoker Dracula. L'attrice, impegnata nella lavorazione di altre pellicole, ha rinunciato al ruolo di Victoria nel terzo capitolo della saga di Twilight intitolato The Twilight Saga: Eclipse, film diretto da David Slade. Il ruolo è stato affidato a Bryce Dallas Howard.

## Filmografia

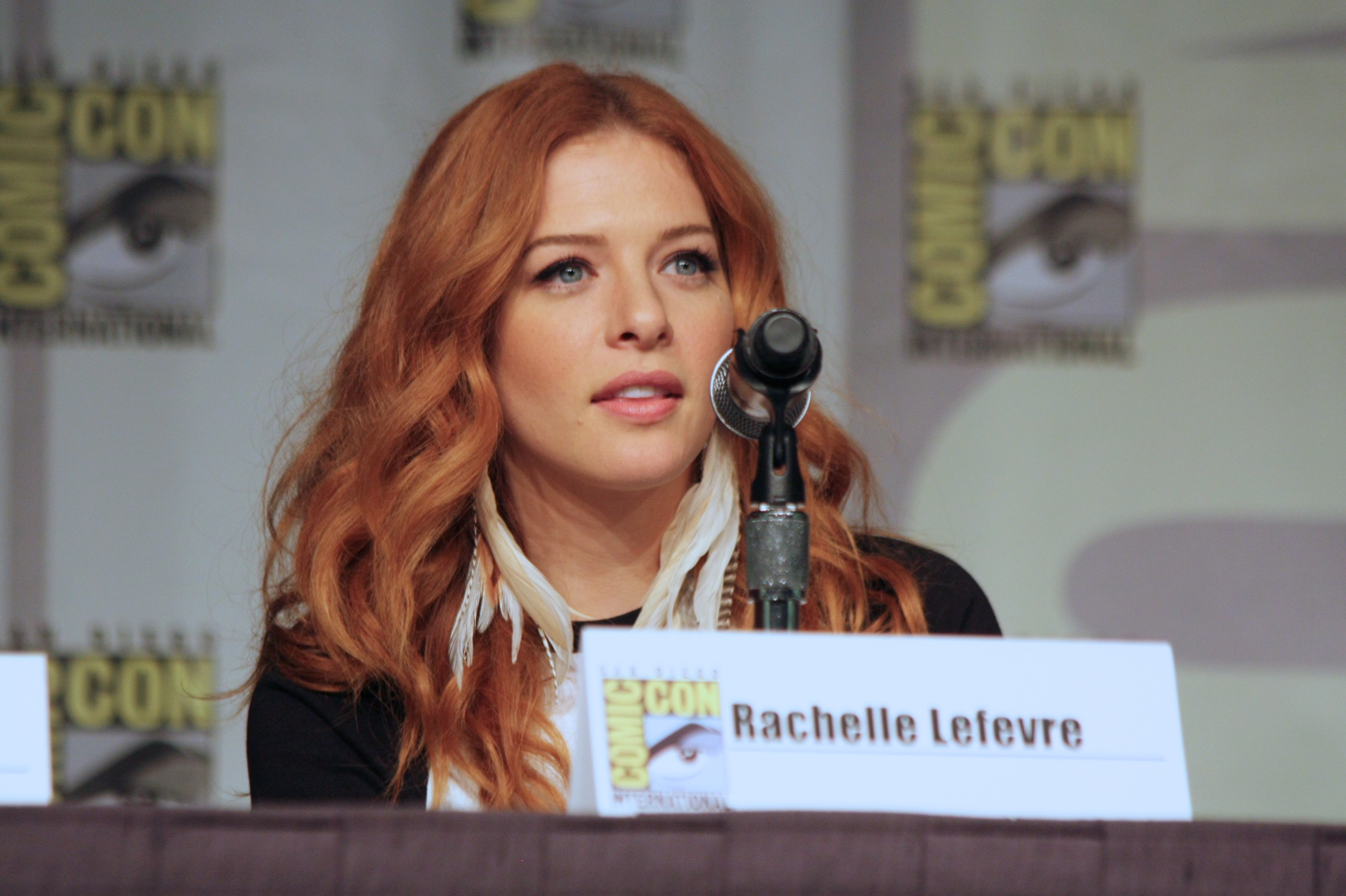
Rachelle Lefevre al San Diego Comic-Con 2013

### Cinema
- Stardom, regia di Denys Arcand (2000)
- Life in the Balance, regia di Adam Weissman (2001)
- Dead Awake, regia di Marc S. Grenier (2001)
- Abandon - Misteriosi omicidi  (Abandon), regia di Stephen Gaghan (2002)
- Confessioni di una mente pericolosa (Confessions of a Dangerous Mind), regia di George Clooney (2002)
- La preda (Deception), regia di Richard Roy (2003)
- Hatley High, regia di Phil Price (2003)
- Rendez-vous d'amore, regia di Steven Robman (2003)
- The Big Thing, regia di Carl Laudan – cortometraggio (2004)
- Gioco di donna (Head in the Clouds), regia di John Duigan (2004) – non accreditata
- Un amore sotto l'albero (Noel), regia di Chazz Palminteri (2004)
- The River King, regia di Nick Willing (2005)
- Pure, regia di Jim Donovan (2005)
- Suffering Man's Charity, regia di Alan Cumming (2007)
- Fugitive Pieces, regia di Jeremy Podeswa (2007)
- Prom Wars: Love Is a Battlefield, regia di Phil Price (2008)
- Twilight, regia di Catherine Hardwicke (2008)
- The Twilight Saga: New Moon, regia di Chris Weitz (2009)
- La mia vera identità (Do You Know Me), regia di Penelope Buitenhuis (2009)
- The Pool Boys, regia di J.B. Rogers (2010)
- La versione di Barney (Barney's Version), regia di Richard J. Lewis (2010)
- Il gioco dei soldi (Casino Jack), regia di George Hickenlooper (2010)
- The Caller, regia di Matthew Parkhill (2011)
- Sotto assedio - White House Down (White House Down), regia di Roland Emmerich (2013)
- Pawn Shop Chronicles, regia di Wayne Kramer (2013)
- Homefront, regia di Gary Fleder (2013)
- Reclaim - Prenditi ciò che è tuo (Reclaim), regia di Alan White (2014)
- Il volto della verità (Edge of Winter), regia di Rob Connolly (2016)

### Televisione
- Un lupo mannaro americano a scuola (Big Wolf on Campus) – serie TV, 22 episodi (1999)
- The Legend of Sleepy Hollow, regia di Pierre Gang – film TV (1999)
- The Hunger – serie TV, episodio 2x20 (2000)
- Bliss – serie TV, episodio 1x04 (2001)
- Galidor: Defenders of the Outer Dimension – serie TV, episodio 1x12 (2002)
- Undressed – serie TV (2002)
- Largo Winch – serie TV, episodio 2x05 (2003)
- See Jane Date, regia di Robert Berlinger – film TV (2003)
- Streghe (Charmed) – serie TV, episodio 6x05 (2003)
- Picking Up & Dropping Off, regia di Steven Robman – film TV (2003)
- Petits mythes urbains – serie TV, episodio 1x16 (2004)
- Pool Guys, regia di Andy Cadiff – film TV (2005)
- Life on a Stick – serie TV, 13 episodi (2005)
- Bones – serie TV, episodio 1x07 (2005)
- The Legend of Butch & Sundance, regia di Sergio Mimica-Gezzan – film TV (2006)
- Veronica Mars – serie TV, episodio 3x02 (2006)
- The Class - Amici per sempre (The Class) – serie TV, episodi 1x07-1x08 (2006)
- Four Kings – serie TV, episodi 1x12-1x13 (2006)
- A proposito di Brian (What About Brian) – serie TV, 11 episodi (2006-2007)
- How I Met Your Mother – serie TV, episodio 2x18 (2007)
- The Closer – serie TV, episodio 3x03 (2007)
- CSI: NY – serie TV, episodio 4x03 (2007)
- Boston Legal – serie TV, episodi 4x16-4x17-4x19 (2008)
- Life on Mars, regia di Thomas Schlamme – film TV (2008)
- Swingtown – serie TV, 5 episodi (2008)
- CSI: Scena del crimine (CSI: Crime Scene Investigation) – serie TV, episodio 9x05 (2008)
- Eli Stone – serie TV, episodio 2x04 (2008)
- The Summit – miniserie TV, puntate 1-2 (2008)
- Do You Know Me, regia di Penelope Buitenhuis – film TV (2009)
- Better Off Ted - Scientificamente pazzi (Better Off Ted) – serie TV, episodio 1x13 (2009)
- Untitled John Wells Medical Drama, regia di Christopher Chulack - film TV (2010)
- Gimme Shelter, regia di Christopher Chulack – film TV (2010)
- The Deep End – serie TV, episodi 1x01-1x02 (2010)
- Reconstruction, regia di Peter Horton – film TV (2011)
- Off the Map – serie TV, 4 episodi (2011)
- A Gifted Man – serie TV, 14 episodi (2011-2012)
- Under the Dome – serie TV, 39 episodi (2013-2015)
- Law & Order - Unità vittime speciali (Law & Order: Special Victims Unit) - serie TV, episodio 18x08 (2017)
- Philip K. Dick's Electric Dreams – serie TV, episodio 1x05 (2017)
- Mary Kills People – serie TV, episodio 2x01 (2018)
- Proven Innocent – serie TV, 13 episodi (2019)

## Doppiatrici italiane
Nelle versioni in italiano delle opere in cui ha recitato, Rachelle Lefèvre è stata doppiata da:
- Domitilla D'Amico in A proposito di Brian, La mia vera identità, Reclaim - Prenditi ciò che è tuo, The Closer
- Alessia Amendola in Un lupo mannaro americano a scuola, Amore e patatine, Sotto assedio - White House Down
- Valentina Mari in The Legend of Sleepy Hollow, A Gifted Man, Law & Order
- Jolanda Granato in Homefront, Under the Dome
- Sabrina Duranti in CSI: NY, Eli Stone
- Monica Ward in Streghe
- Federica De Bortoli in Un amore sotto l'albero
- Letizia Ciampa in The River King
- Ilaria Latini in Bones
- Myriam Catania in Twilight
- Laura Facchin in CSI - Scena del crimine
- Chiara Colizzi ne La versione di Barney
- Emanuela D'Amico ne Il gioco dei soldi
- Giuppy Izzo in Off the Map
- Gemma Donati ne Il volto della verità
- Benedetta Ponticelli in Philip K. Dick's Electric Dreams
- Giò Giò Rapattoni in Proven Innocent
- Monica Vulcano in Law & Order - Unità vittime speciali